# House Hunting
Pour plus de détails, voir Fiche technique et Distribution.
House Hunting est un film américain réalisé par Eric Hurt, sorti en 2013.

## Fiche technique
- Titre original : House Hunting
- Titre français :
- Scénario :
- Musique :
- Société de production :
- Société de distribution :
- Pays de production :  États-Unis
- Lieu de tournage :  États-Unis
- Langue originale : anglais
- Genre : Thriller
- Durée :
- Dates de sorties : 
  - États-Unis : 1er février 2013

## Distribution
- Marc Singer : Charlie Hays
- Art LaFleur : Don Thomson
- Hayley DuMond : Susan Hays
- Janey Gioiosa : Emmy Hays